# アリピプラゾール
アリピプラゾール（英語: Aripiprazole、APZ）は、非定型抗精神病薬 の一つである。大塚製薬が開発した。2002年7月にメキシコで製造承認され、その後60以上の国家と地域で承認された。日本では2006年1月に商品名エビリファイ (Abilify) で承認され、同年6月に薬価基準に収載された。アメリカ合衆国でのアリピプラゾール(meiji)の特許切れに伴い、後継のブレクスピプラゾール (Brexpiprazole) が商品名レキサルティ (Rexulti) で承認された。

## 概要
統合失調症に効能・効果がある。日本では2012年に、双極性障害における躁症状の改善が追加された。2013年に、うつ病・うつ状態（既存治療で十分な効果が認められない場合に限る）が追加された。2016年に、小児期の自閉症スペクトラム障害に伴う易刺激性の効能・効果が追加された。副作用は72.7%に認められ、特に多かったのは傾眠が48.9%であった。なお、6歳未満と18歳以上では有効性・安全性が確立されていない。2017年6月、後発医薬品が発売され当初の適応は統合失調症のみであった。
日本の添付文書の警告枠では糖尿病に関する警告があり、使用上の注意において自閉スペクトラム症では漫然と長期投与しないこと。アメリカ食品医薬品局 (FDA) は2015年に、アリピプラゾールが自動調節器のように働いていると主張するためには、そのようなデータの提出が必要であると警告した。
2016年にFDAは、衝動制御における副作用についての警告を追加した。
フェニルシクロヘキシルピペリジン (PCP) 同様のドーパミンD2受容体パーシャルアゴニスト作用を有している。ARPのD2受容体結合親和性Ki値は0.34nM濃度であり、PCPのKi値2.7nMよりも高い親和性を有している。ARPはNMDA受容体の発現増加が示されており、NMDA受容体アンタゴニストの影響を相殺することから、NMDA受容体機能的拮抗作用を有する。高用量では鎮痛作用と筋弛緩作用がある。

## 適応
先発品の添付文書に記載された用法は以下である。2021年1月現在、後発品は、すべての適応が取れていない。
統合失調症
成人は1日6から12mgを開始用量として、1日6から24mgを維持量とする。
1回または2回に分けて経口投与し、1日30mgを超えないようにする。年齢や症状に応じて適宜減量する。
効果を発揮するまでに約2週間必要なため、2週間以内に増量しないことが望まれる。
双極性障害における躁症状の改善
成人は1日12から24mgを1日1回経口投与。1日量は30mgを超えないこと。
うつ病・うつ状態（既存治療で十分な効果が認められない場合に限る）
SSRIやSNRIに追加して併用する。
成人は1日3mgを1日1回経口投与。1日量は15mgを超えないこと。
小児期の自閉スペクトラム症に伴う易刺激性
通常、開始用量は1日1mg、維持用量は1日1から15mg、1日1回経口投与する。
症状により適宜増減するが、増量幅は1日量で最大3mgとし、1日量は15mgを超えないこと、漫然と長期投与しないこと。

### ガイドライン
2013年の厚生労働省による認知症の周辺症状へのガイドラインでは、第一選択は非薬物介入が原則であり処方時には患者・保護者に承諾を取るべきである。日本医師会、日本老年医学会による高齢者向けガイドラインでは、必要最小限の使用が推奨される。知的障害での暴力などの行動に対しては、世界精神医学会は環境調整を推奨しているが、副作用のある抗精神病薬が使われている例があるため、ガイドラインの整備が求められている。

### 剤形および規格
- 錠剤（素錠）: 1mg、3mg、6mg、12mg - 12mgは2007年に発売。
- 口腔内崩壊錠: 3mg、6mg、12mg、24mg - 2012年5月発売。
- 内用液0.1%（分包）: 1mL、3mL、6mL、12mL - 2009年4月発売。飲みやすいようにオレンジ味である[14]。
- 散剤: 1%
- 持続性水懸筋注用: 300mg、400mg（バイアル、シリンジ）

## 注意
- 糖尿病またはその危険因子のある者は、糖尿病性ケトアシドーシスや糖尿病性昏睡などが起こる可能性があるため、高血糖の症状に十分注意する。特に喉の渇き・多尿・多食・脱力感などがあった場合は、直ちに医師に相談すること。
- バルビツール酸誘導体などの強い影響下にある者は、投与できない。
- アドレナリンを服用中の者は、血圧降下作用が増強する可能性があるため、注意すること。
- 肝障害のある者は、悪化させる場合があるため、慎重に服用すること。
- 眠気、集中力の低下が起こる場合がある（添付文書によると、傾眠の副作用は1%から5%未満）。

## 副作用
日本の添付文書の警告枠に、糖尿病に関する警告が書かれており、血糖値が著しく上昇し、糖尿病性ケトアシドーシス（殆ど1型で起こる）、糖尿病性昏睡状態などの重篤な状態になり、死亡に至る可能性がある。だがこの薬が糖尿に影響を与えることがある原因についてはよく分かっていない。
2016年にアメリカ食品医薬品局 (FDA) は、衝動制御における副作用についての警告を追加したが、食事・買い物・性行為・ギャンブルへの抑えがたい衝動と、他人への危害についてである。そのような副作用が出た場合は投与量を減らすか、服薬中止の検討を求めている。
安全性: 神経遮断作用がない、ドーパミンD2受容体の部分的作動薬であるため、従来の抗精神薬に比べ副作用が少なく安全性は非常に高い。アリピプラゾールによる遅発性ジスキネジアに関する2016年のレビューでは、医学文献には37例、FDAの有害事象報告システム (FAERS) での原因薬剤として疑わしいとするものに312例の症例報告がある。別のレビューは遅発性ジスキネジアを含む遅発性症候群に関して26文献発見した。
- 不眠や不安 - 不眠、神経過敏、アカシジア（じっとしていることができない）、振戦（手足の震え）、不安、体重減少、筋強剛、食欲不振などが報告されている（これらの副作用は添付文書によると5%以上）。
- 目眩や吐き気 - アカシジアはそれほど多くないが、目眩と特に吐き気が頻発する。高プロラクチン血症はほとんど起こらない。洞性頻脈の若干のリスクがある。長期継続性に課題がある[19]。投与された患者の44%が低プロラクチン血症と診断された報告がある。投与量とプロラクチン濃度に有意な相関はなかった[20]。
- うつ状態や躁状態の誘発 - 患者の1%から5%未満ではあるが、うつ状態の誘発、1%未満は躁状態を誘発する可能性がある。
- アルコール相互作用 - 本剤は肝臓で代謝されるため、酒の摂取は悪影響を与える。そのため、飲酒は控える方が望ましい。
- 多動や常同行動 - 自閉症児はアリピプラゾールにより、興奮抑制と多動、常同行動（繰り返し目的のない行動）を示した。
- 勃起不全（E D）などによる性行不能症が少なくとも10例以上報告されている。また、逆に病的に性欲が亢進するという報告もある。

アリピプラゾールは、抗精神病薬の中で最も暴力の報告が多かった (p<0.001) 。副作用は体重増加・眠気・涎・震えなどがあった。長期的転機が明確ではない。

## 作用機序

### ドーパミン受容体
脳内のドーパミン作動性ニューロンが形成する中脳辺縁系および中脳皮質系に作用し、ドーパミン刺激を調節する。アリピプラゾールはドーパミンのパーシャルアゴニスト（部分作動薬）としての作用を有し、最大で内因性ドーパミン活性の約25%の作用を示す:37。
前シナプスのドーパミン自己調節受容体にも結合し、前シナプスにおいてドーパミン放出量を調節する作用を有する。このためドーパミンシステムスタビライザー (DSS) ともいわれる。

### セロトニン受容体
同じ抗精神病薬でSDAに分類されるペロスピロンや、抗不安薬であるタンドスピロンと同じ、5-HT1A受容体のパーシャルアゴニストでもあり、5-HT1Aパーシャルアゴニストは前頭前皮質の血流を改善し、認知機能の向上も期待される。
この5-HT1A受容体を介した薬理作用から「ドーパミンセロトニンシステムスタビライザー (DSS) 」と呼ばれることがある。

#### 5-HT2Aアンタゴニスト
5-HT2A受容体のアンタゴニストとしても高い親和性を有することから、錐体外路症状 (EPS) の発現を抑えることが報告されている。これらのドーパミンおよびセロトニンを介した機序から、陽性・陰性症状の改善と安定化や、従来の定型および非定型抗精神病薬の副作用であった、錐体外路症状をアリピプラゾールは発現しにくいという特徴をもつ。
このように、脳内ドーパミンシステムにおいては他の抗精神病薬と比較して、有意な特異的作用を有している。アリピプラゾールの秀でた点は、代謝系や鎮静系に関する受容体への親和性が極めて低いことである。しかし、これまでの抗精神病薬ではあまり見られなかった、投与初期の不眠や激越、不穏などの副作用が目立つようになった。

## 特徴

### 基礎研究
アリピプラゾールはミクログリアの活性化を阻止し、抗炎症作用を有することが実証された。
アリピプラゾールを含む非定型抗精神病薬がin vitroにおいて、インターフェロンγで刺激したミクログリアからの一酸化窒素と炎症性サイトカインの放出を大幅に阻害することが実証された。ミクログリアの活性化によって誘導されるニューロン損傷は、共培養実験により調べた。
アリピプラゾールはミクログリアの活性化によって引き起こされるオリゴデンドロサイトの損傷低減による抗精神病作用が示唆されている。

### 化学と命名
一般名の語尾は azole となっているが、IUPAC命名法の通り構造式は「窒素を1つ以上含む複素5員環化合物」が存在せず、アゾールではない。存在するのは複素環式アミンのピペラジンであり、フェニルピペラジン誘導体である。

### 受賞
2006年、大塚製薬のフランス現地子会社とブリストル・マイヤーズ スクイブ・フランスは、アリピプラゾールの開発の功績が認められて、ガリアン賞を受賞している。

### 罰金
アメリカ合衆国で2007年、ブリストル・マイヤーズ スクイブに、エビリファイを未成年者と高齢の認知症患者に対して、適応外使用の違法な病気喧伝をしたことによって、約5億ドルの罰金が課された。

## ブレクスピプラゾール
ドパミンD2受容体およびセロトニン5HT1A受容体に強く結合してパーシャルアゴニストとして働き、セロトニン5HT2A受容体にはアンタゴニストとして働く「Serotonin-Dopamine Activity Modulator（SDAM）」と呼ばれる作用機序を有する。日本では統合失調症の適応で承認されている。アカシジア、鎮静、体重増加などの有害事象の発現割合が低い。商品名レキサルティ（Rexulti）で1mg錠、2mg錠が発売されている。